# Baku Cup 2015
La Baku Cup 2015 è stato un torneo femminile di tennis giocato sul cemento. È stata la 5ª edizione del torneo che fa parte della categoria International nell'ambito del WTA Tour 2015. Si è giocato a Baku in Azerbaigian dal 27 luglio al 2 agosto 2015.

## Partecipanti

### Teste di serie
| Nazionalità | Giocatrice               | Ranking* | Testa di serie |
| ----------- | ------------------------ | -------- | -------------- |
| Russia      | Anastasija Pavljučenkova | 41       | 1              |
| Italia      | Karin Knapp              | 43       | 2              |
| Slovacchia  | Dominika Cibulková       | 56       | 3              |
| Giappone    | Kurumi Nara              | 60       | 4              |
| Serbia      | Bojana Jovanovski        | 67       | 5              |
| Ucraina     | Lesja Curenko            | 71       | 6              |
| Russia      | Vitalija D'jačenko       | 74       | 7              |
| Italia      | Francesca Schiavone      | 85       | 8              |

* Ranking al 20 luglio 2015.

### Altre partecipanti
Giocatrici che hanno ricevuto una Wild card:
- Nazrin Jafarova
- Magda Linette
- Oksana Korašvili

Giocatrici passate dalle qualificazioni:

- Patricia Maria Țig
- Yang Zhaoxuan
- Ol'ga Savčuk
- Valentina Ivachnenko
- Ol'ga Jančuk
- Nigina Abduraimova

La seguente giocatrice è entrate come lucky loser:
- Julija Bejhel'zymer

## Campionesse

### Singolare
Margarita Gasparjan ha sconfitto in finale  Patricia Maria Tig con il punteggio di 6-3, 5-7, 6-0.
- È il primo titolo in carriera la Gasparjan.

### Doppio
Margarita Gasparjan /  Aleksandra Panova hanno sconfitto  Vitalija D'jačenko /  Ol'ga Savčuk per 6-3, 7-5.